# Szczawik
Szczawik (Oxalis L.) – rodzaj roślin z rodziny szczawikowatych (Oxalidaceae). Jest to rodzaj bardzo liczny w gatunki. Według różnych ujęć taksonomicznych należy do niego około 500–700 gatunków. Występują na całym świecie, najliczniej jednak w południowej części Afryki (129 gatunków) i Ameryce Południowej. Spośród 20 gatunków spotykanych w Europie, rodzime dla tego kontynentu są dwa, w tym na obszarze Polski tylko jeden – szczawik zajęczy. Nazwa rodzaju pochodzi od kwaśnego smaku liści zawierających znaczne ilości kwasu szczawiowego. Rośliny te rosną w lasach oraz na otwartych terenach skalistych i piaszczystych, wiele gatunków to chwasty. Oxalis disticha z Afryki południowej jest gatunkiem wodnym. Kilka gatunków uprawianych jest jako rośliny ozdobne. Szczawik bulwiasty ma jadalne bulwy i jest uprawiany w Andach.

## Morfologia

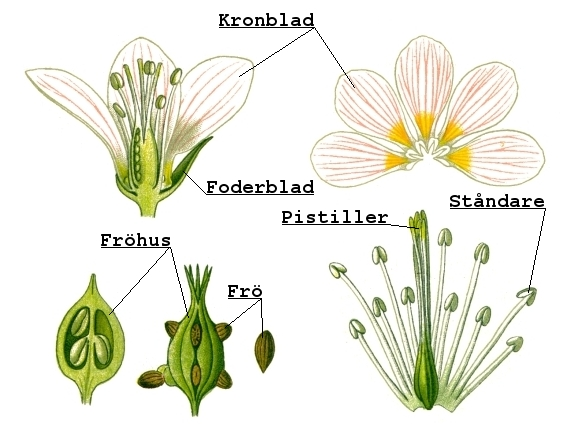
Morfologia kwiatu i owocu

PokrójBulwiaste, kępowe lub płożące się byliny (geofity), rzadziej rośliny jednoroczne i gruboszowate, niskie krzewy. Rośliny nie przekraczają 1 m wysokości.
LiścieSkrętoległe i ogonkowe, o blaszce podzielonej na trzy, odwrotnie sercowate listków, czasem mocniej podzielone na 10 do 20 części.
KwiatyPojedyncze lub zebrane w baldach, czasem zredukowane – klejstogamiczne, w których dochodzi do samozapylenia. Działek kielicha jest 5, są one wolne i równej długości. Płatków korony także jest 5, zwykle są wolne, rzadko zrosłe u nasady, w pąku są zwinięte. Zazwyczaj są białe, żółte, czerwone lub różowe. Pręcików jest 10, wyrastają w dwóch okółkach po 5, na krótkich i nierównych nitkach. Zalążnia jest górna, powstaje z 5 owocolistków i ma 5 szyjek słupka.
OwoceWielonasienne torebki.

## Systematyka
Pozycja systematyczna według APweb
Należy do rodziny szczawikowatych (Oxalidaceae), która wraz z siostrzaną bobniowatych (Connaraceae) należą do rzędu szczawikowców  Oxalidales, do kladu różowych w obrębie okrytonasiennych.
Pozycja systematyczna według systemu Reveala (1993-1999)
Gromada okrytonasienne (Magnoliophyta Cronquist), podgromada Magnoliophytina Frohne & U. Jensen ex Reveal, klasa Rosopsida Batsch, podklasa różowe (Rosidae Takht.), nadrząd Geranianae Thorne ex Reveal, rząd bodziszkowce (Geraniales Dumort.), podrząd Geraniineae Bessey in C.K. Adams, rodzina szczawikowate (Oxalidaceae R. Br. in Tuckey), podrodzina Oxaloideae Arn., plemię Oxalideae Rchb., rodzaj szczawik (Oxalis L.).
Gatunki flory Polski
- szczawik czterolistny (Oxalis tetraphylla Cav.) – efemerofit,
- szczawik Deppego, sz. jadalny (Oxalis deppei G. Lodd. ex Sweet) – gatunek uprawiany,
- szczawik Dillena (Oxalis dillenii Jacq.) – antropofit zadomowiony,
- szczawik rożkowaty (Oxalis corniculata L.) – antropofit zadomowiony,
- szczawik zajęczy (Oxalis acetosella L.) – gatunek rodzimy,
- szczawik żółty (Oxalis stricta L.) – antropofit zadomowiony.